# Mycle Schneider
Pour les articles homonymes, voir Schneider.
 (décembre 2023).
Si vous disposez d'ouvrages ou d'articles de référence ou si vous connaissez des sites web de qualité traitant du thème abordé ici, merci de compléter l'article en donnant les références utiles à sa vérifiabilité et en les liant à la section « Notes et références ».
En pratique : Quelles sources sont attendues ? Comment ajouter mes sources ?
Mycle Schneider, né en 1959 à Cologne (Allemagne de l'Ouest), est un militant antinucléaire et consultant allemand dans les domaines de l’énergie et de la politique nucléaire[réf. nécessaire]. Il est cofondateur et fut directeur de Wise-Paris jusqu'en 2003.

## Activités
De son propre aveu, Mycle Schneider ne possède ni titre universitaire ni formation scientifique et est autodidacte. Il est parfois qualifié, notamment par Sylvestre Huet, d'expert auto-proclamé.
Mycle Schneider est consultant indépendant dans les domaines de l’énergie et de la politique nucléaire internationale. Il est membre de l'International Panel on Fissile Materials (IPFM), basé à l’Université de Princeton aux États-Unis.Interprétation abusive ? Entre 2000 et 2010, il a conseillé le ministère de l’Environnement allemand. De 2004 à 2009, il a enseigné les stratégies énergies et environnement dans le cadre d’un Master International à l’École des Mines de Nantes. De 1998 à 2003, il est conseiller des cabinets du ministre français de l’Environnement et du ministre belge de l’Énergie et du Développement durable. De 2001 à 2005, il est membre du conseil d’administration du Takagi Fund for Citizen Science à Tokyo. De 1983 à 2003, il dirige le service d’information et de conseil WISE-Paris.[réf. nécessaire]
Il a conseillé des organismes divers : la Commission européenne, le CNRS, l’IRSN, l’UNESCO, l’AIEA et Greenpeace, le WWF et l’INPPW[réf. nécessaire]. Mycle Schneider est lauréat du Right Livelihood Award en 1997 pour « son énergie à alerter le monde sur les dangers sans précédent du plutonium pour la vie humaine ».

## Publications
- World Nuclear Industry Status Report, coordinateur et principal auteur (site web : World Nuclear Industry Status Report )
- Global Energy Assessment, ouvrage collectif (site web : Cambridge University Press )
- Le retraitement en France (réf. à compléter)
- Coauteur International Perspectives on Energy Policy and the Role of Nuclear Power Multi Science Publishing, UK, 2009

L'interview que lui a accordée Pierre Guillaumat pour Die Tageszeitung, Berlin  a inspiré la  pièce de théâtre Avenir radieux - une fission française de Nicolas Lambert.